# Per Allström
Per Lars Allström, född 1716 i Alster, Värmland, död 1783 i  Karlstad, var rådman i Karlstad. Han var gift med Anna Justina Buchau].
Allström kallades Petrus Laurentii Allström när han var student vid Uppsala universitet 1736. Fadern var borgare och notarie i Karlstad. Per Allström är stamfader till samtliga nu levande personer från släkten Allström i Värmland, som bär namnet. Han bodde på Södra Sandbäcken i Karlstad.

## Barn
- Lars (1746-)
- Carl (1748-1818). löjtnant vid Värmlands regemente
- Peter (1749-)
- Catharina (1752-1813), prostinna